# Montrabot
Montrabot ist eine französische Gemeinde mit 79 Einwohnern (Stand 1. Januar 2022) im Département Manche in der Region Normandie. Sie gehört zum Kanton Condé-sur-Vire und zum Arrondissement Saint-Lô.
Sie grenzt im Norden an Cormolain, im Osten an Sallen, im Süden an Saint-Jean-d’Elle mit Vidouville und Rouxeville und im Westen an Saint-Germain-d’Elle.

## Bevölkerungsentwicklung

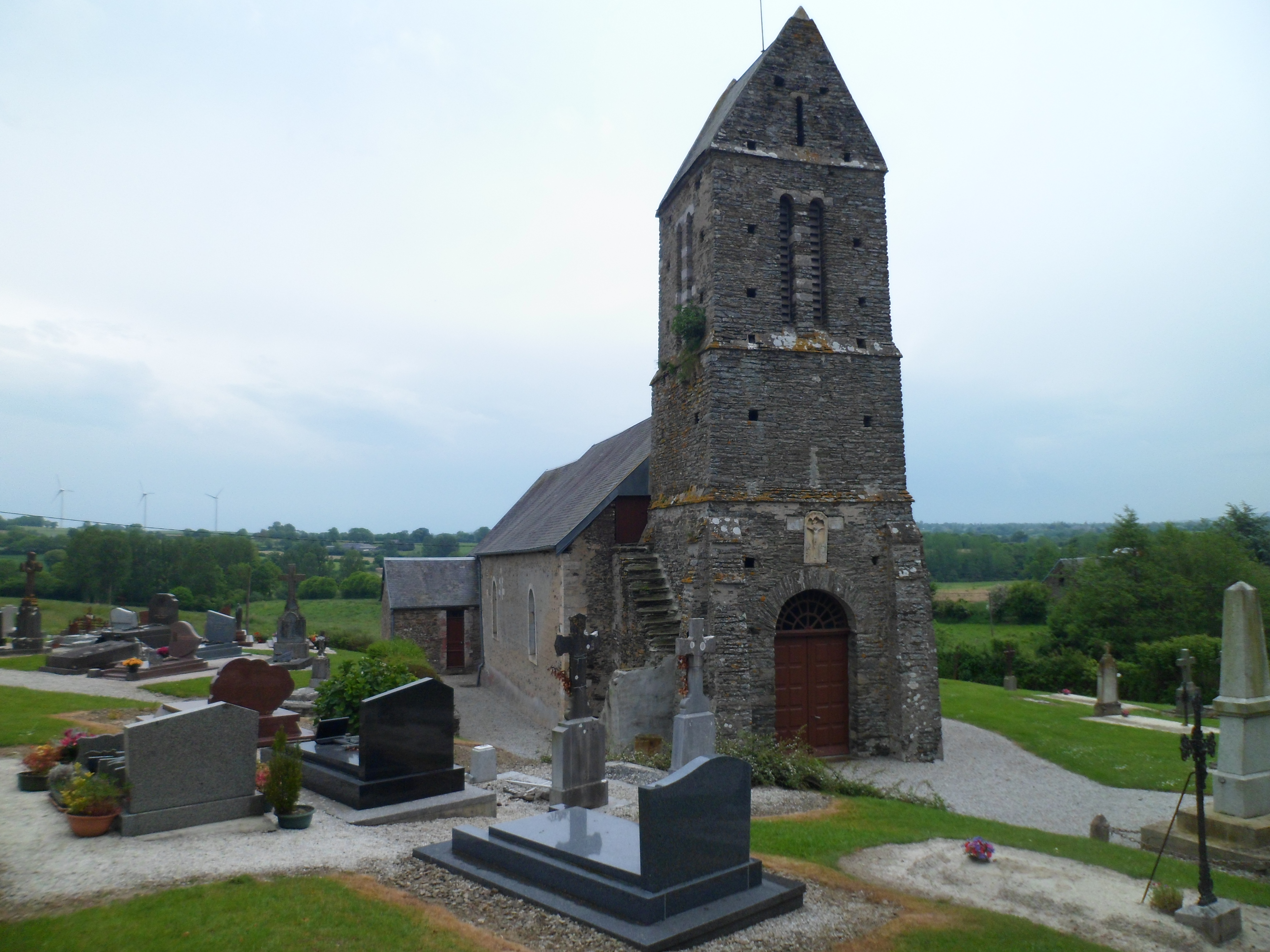
Kirche Saint-Martin

| Jahr      | 1962 | 1968 | 1975 | 1982 | 1990 | 1999 | 2008 | 2018 |
| --------- | ---- | ---- | ---- | ---- | ---- | ---- | ---- | ---- |
| Einwohner | 116  | 109  | 106  | 86   | 88   | 87   | 84   | 88   |